# Celpotentie

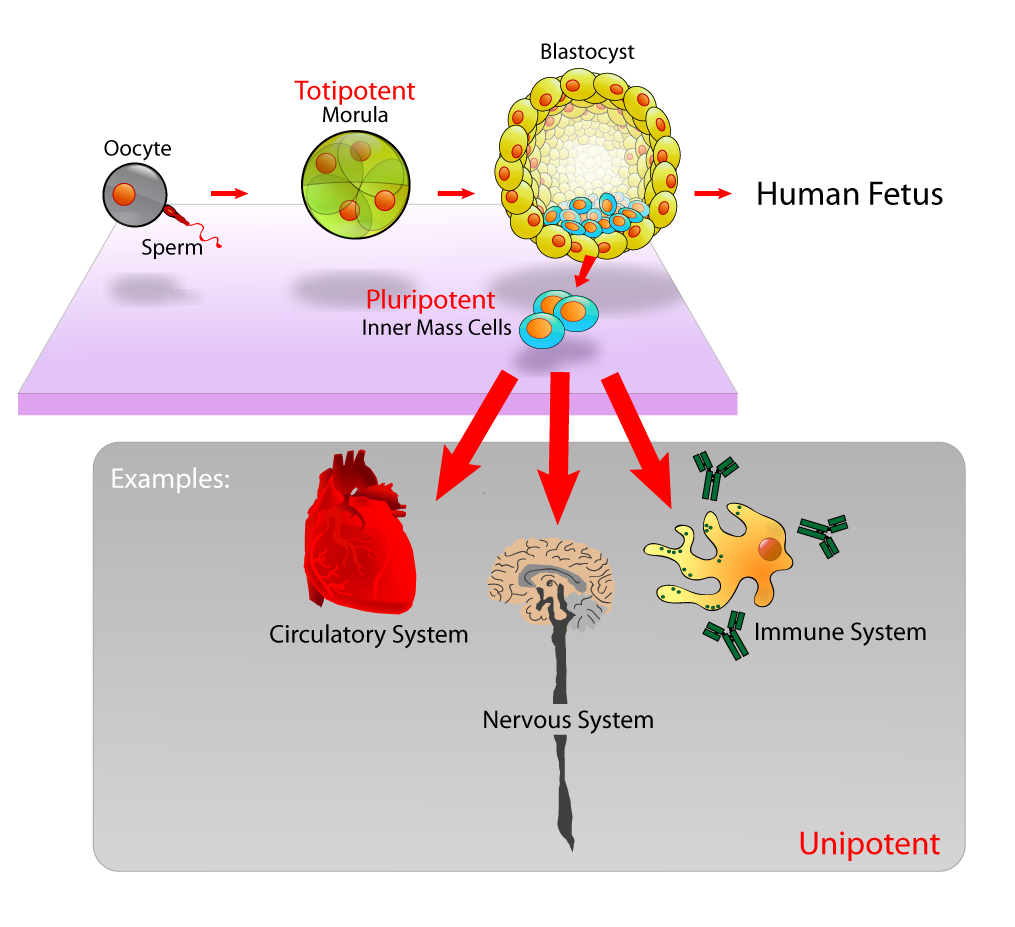
Pluripotente, embryonale stamcellen ontstaan binnen een blastocyst. Deze stamcellen kunnen uitgroeien tot elk weefsel in het lichaam met uitzondering van de placenta. Alleen de morulacellen zijn totipotent en kunnen alle soorten weefsels vormen en ook een placenta.

Celpotentie is de mate waarin een stamcel in staat is om te differentiëren. Over het algemeen worden er vier verschillende gradaties onderscheiden; soms wordt er een vijfde gradatie, die van de unipotente stamcellen, toegevoegd.

## Gradaties van celpotentie

### Totipotente stamcellen
De totipotente stamcellen zijn de meest veelzijdige stamcellen die in staat zijn om uit te groeien tot een volledig organisme. Het bekendste voorbeeld van een totipotente stamcel is de zygote, de oercel die ontstaat tijdens de bevruchting, waarbij een zaadcel en een eicel met elkaar versmelten. Ook sporen zijn totipotent.
Een volledig gedifferentieerde cel kan terugkeren naar een staat van totipotentie. De omvorming naar totipotentie is complex en wordt niet volledig begrepen. In 2011 bleek uit onderzoek dat cellen zich niet kunnen differentiëren tot een volledig totipotente cel, maar in plaats daarvan tot een "complexe cellulaire variatie" van totipotentie. Stamcellen die lijken op totipotente blastomeren uit embryo's in het tweecellige stadium kunnen spontaan ontstaan in embryonale stamcelculturen van muizen en kunnen er ook toe worden aangezet om vaker in vitro te ontstaan door downregulatie van de chromatine-assemblageactiviteit van CAF-1.
Het ontwikkelingsmodel van mensen kan worden gebruikt om te beschrijven hoe totipotente cellen ontstaan. Bij mensen begint de ontwikkeling wanneer een sperma een eicel bevrucht en de resulterende bevruchte eicel een enkele totipotente cel creëert, een zygote. In de eerste uren na de bevruchting deelt deze zygote zich in identieke totipotente cellen, die zich later kunnen ontwikkelen tot een van de drie kiemlagen van een mens (endoderm, mesoderm of ectoderm), of tot cellen van de placenta (cytotrofoblast of syncytiotrofoblast). Nadat ze een stadium van 16 cellen hebben bereikt, differentiëren de totipotente cellen van de morula tot cellen die uiteindelijk de binnenste celmassa van de blastocyst of de buitenste trofoblasten zullen worden. Ongeveer vier dagen na de bevruchting en na verschillende cycli van celdeling beginnen deze totipotente cellen zich te specialiseren. De binnenste celmassa, de bron van embryonale stamcellen, wordt pluripotent.
Onderzoek aan Caenorhabditis elegans laat zien dat meerdere mechanismen, waaronder RNA-regulatie, een rol kunnen spelen bij het handhaven van totipotentie in verschillende ontwikkelingsstadia bij sommige soorten. Onderzoek aan zebravissen en zoogdieren suggereert een verder samenspel tussen miRNA en RNA-bindende eiwitten (RBP's) bij het bepalen van ontwikkelingsverschillen.

#### Primordiale kiemcellen
In primordiale kiemcellen van muizen leidt genoombrede herprogrammering tot totipotentie ook tot het wissen van epigenetische afdrukken. Herprogrammering wordt vergemakkelijkt door actieve DNA-methylering waarbij de enzymatische route voor excisieherstel van de DNA-base betrokken is. Deze route omvat het wissen van CpG-methylatie (5mC) (CpG=Cytosin-phosphatidyc-Guanin) in primordiale kiemcellen via de initiële omzetting van 5mC naar 5-hydroxymethylcytosine (5hmC), een reactie aangedreven door hoge niveaus van de tien-elf dioxygenase-enzymen TET-1 en TET-2.

### Pluripotente stamcellen
Pluripotente stamcellen zijn ook nog in staat om uit te groeien tot een organisme, maar niet tot extra-embryonaal weefsel (weefsel om het embryo heen, bijvoorbeeld de placenta). Pluripotente stamcellen kunnen worden verkregen uit embryo's, door middel van therapeutisch klonen of door reeds gespecialiseerde cellen terug te zetten in stamcellen (iPSC).

### Multipotente stamcellen
Multipotente stamcellen kunnen enkel differentiëren tot cellen van één bepaalde  kiemlaag. Voorbeelden van multipotente stamcellen zijn de stamcellen die in een volgroeid organisme voorkomen, zoals de stamcellen in het beenmerg van de mens. Stamcellen uit een volgroeid organisme worden vaak AS genoemd en er wordt aangenomen dat ze voorkomen in elk orgaan. AS zijn gevoeliger voor genetische afwijkingen dan toti- of pluripotente stamcellen bij blootstelling aan gifstoffen of zonlicht. Daarnaast kunnen er tijdens eerdere DNA-replicaties mutaties zijn ontstaan.

### Oligopotente stamcellen
Oligopotente stamcellen kunnen maar in een paar celtypen differentiëren.

### Unipotente stamcellen
Unipotente stamcellen kunnen slechts in één celtype differentiëren; het daadwerkelijk voorkomen van deze categorie stamcellen is omstreden.